# Duc d'Escalona
Le titre de duc d'Escalona est un titre de noblesse espagnol créé en 1472 par Henri IV de Castille en faveur de Juan Pacheco. Ferdinand VI d'Espagne lui attache la dignité de Grand d'Espagne de première classe en 1750, en faveur du 11e duc. Le duché tient son nom de la ville d'Escalona, dans la province de Tolède.

## Ducs d'Escalona
| Rang | Nom                                                    | Période     |
| ---- | ------------------------------------------------------ | ----------- |
| 1    | Juan Pacheco                                           | 1472 - 1474 |
| 2    | Diego López Pacheco y Portocarrero (es)                | 1474 - 1529 |
| 3    | Diego López Pacheco y Enríquez (es)                    | 1529 - 1556 |
| 4    | Francisco López Pacheco de Cabrera y Bobadilla         | 1556 - 1574 |
| 5    | Juan Gaspar Fernández Pacheco (en)                     | 1574 - 1615 |
| 6    | Felipe Baltasar Fernández Pacheco (es)                 | 1615 - 1633 |
| 7    | Diego López Pacheco y Portugal                         | 1633 - 1653 |
| 8    | Juan Manuel Fernández Pacheco                          | 1653 - 1725 |
| 9    | Mercurio Antonio López Pacheco (es)                    | 1725 - 1738 |
| 10   | Andrés Luis López-Pacheco y Osorio (es)                | 1738 - 1746 |
| 11   | Juan Pablo López Pacheco (es)                          | 1746 - 1751 |
| 12   | Felipe López-Pacheco de la Cueva (es)                  | 1751 - 1798 |
| 13   | Diego Pacheco Téllez-Girón Gómez de Sandoval (en)      | 1798 - 1811 |
| 14   | Bernardino Fernández de Velasco y Benavides            | 1811 - 1851 |
| 15   | Francisco de Borja Téllez-Girón y Fernández de Velasco | 1851 - 1897 |
| 16   | Mariano Téllez-Girón y Fernández de Córdoba            | 1897 - 1931 |
| 17   | Francisco de Borja de Martorell y Téllez-Girón         | 1931 - 1936 |
| 18   | María de la Soledad de Martorell y Castillejo          | 1950 - 1961 |
| 19   | Ángela María Téllez-Girón y Duque de Estrada (es)      | 1961 - 1966 |
| 20   | Francisco de Borja de Soto y Martorell                 | 1966 - 1997 |
| 21   | Francisco de Borja de Soto y Moreno-Santamaría         | 1998 -      |